# Dušan Zidar
Dušan Zidar (umetniški psevdonim "Spiro Mason"), slovenski kipar in profesor, * 1962, Ljubljana.

## Življenje in delo
Kiparstvo je študiral na Akademiji za likovno umetnost in oblikovanje v Ljublani, kjer je diplomiral leta 1989 in nato prav tam leta 1991 končal tudi podiplomski študij.
Sodi v zelo talentirano generacijo študentov Luja Vodopivca, znano kot  Mladi slovenski kiparji (Jože Barši, Mirko Bratuša, Darko Golija, Roman Makše in Marjetica Potrč), ki je nastopila konec osemdesetih let z razširitvijo kipa v prostor in na druge medije.
Nastopa tudi pod psevdonimom Spiro Mason. Je vsestranski ustvarjalec in teoretik na področjih:  kiparske in intermedijske instalacije ter zvočnih eksperimentov. Je član Theremidi Orchestra.
Zaposlen je kot profesor na Oddelku za likovno umetnost na Pedagoški fakulteti Univerze v Mariboru.

## Nagrade
- 1987 Študentska Prešernova nagrada